# Уйма-Дужа
Уйма-Дужа (пол. Ujma Duża) — село в Польщі, у гміні Закшево Александровського повіту Куявсько-Поморського воєводства.
Населення — 154 особи (2011).
У 1975-1998 роках село належало до Влоцлавського воєводства.

## Демографія
Демографічна структура станом на 31 березня 2011 року:
|          | Загалом | Допрацездатний вік | Працездатний вік | Постпрацездатний вік |
| -------- | ------- | ------------------ | ---------------- | -------------------- |
| Чоловіки | 77      | 12                 | 56               | 9                    |
| Жінки    | 77      | 14                 | 45               | 18                   |
| Разом    | 154     | 26                 | 101              | 27                   |